# Tobias Schrödel

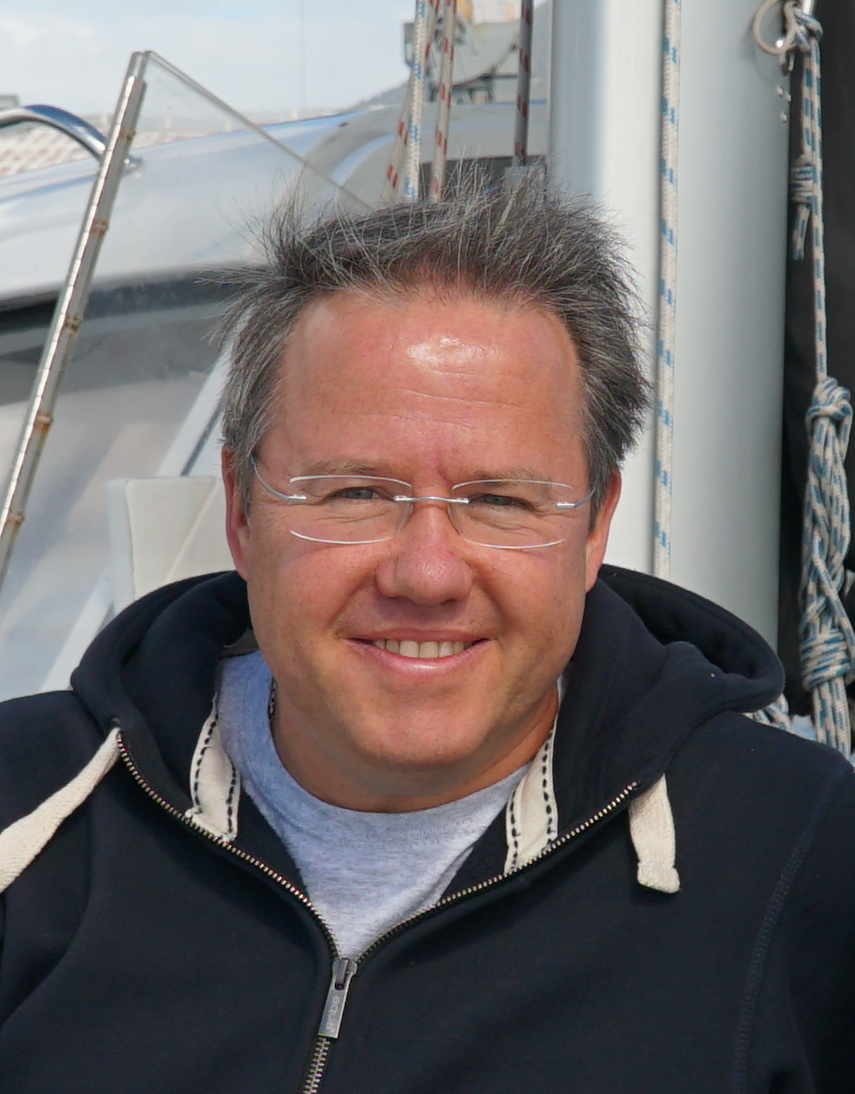
Tobias Schrödel

Tobias Schrödel (* 22. April 1971 in München) ist ein deutscher IT-Sicherheitsspezialist, Autor, Redner und TV-Experte. Schrödel ist bekannt dafür, IT-Sicherheitslücken für Laien verständlich zu erklären.

## Leben
Schrödel hat eine abgeschlossene Berufsausbildung zum Fachinformatiker (Anwendungsentwicklung). Er hält hauptberuflich Vorträge mit Live-Hacking-Elementen und dem Ziel, Mitarbeiter zu sensibilisieren und vor Hacker-Angriffen zu schützen. Die Computerzeitschrift Chip nannte ihn aufgrund seiner humoristischen und verständlichen Vortragsart von komplexen, technischen Vorgängen „Deutschlands ersten Comedyhacker“. Schrödel ließ sich dies 2012 als Wortmarke schützen. Er ist AdA-zertifizierter Ausbilder und seit 2002 ehrenamtlicher Prüfer für die IHK München und Oberbayern.

## Fernsehen
Im Alter von zehn Jahren wurde Schrödel zusammen mit seinem Bruder Thilo Henrik Schrödel von der EIKON Produktionsgesellschaft für die Kinder-Mystery-Serie Anderland gecastet. Er spielte ab 1981 eine Hauptrolle, mehrere Nebenrollen und ist auch das Kind im Vorspann der Serie. Es folgten weitere Rollen als Kinderdarsteller und auf der Bühne der Bayerischen Staatsoper. Ab der Jahrtausendwende war er unregelmäßig als TV-Experte für IT-Sicherheit in Sendungen wie WiSo, Akte oder Explosiv zu sehen. 2011 gehörte er zum festen Expertenteam der 2. Staffel der Sendung „ErmittlungsAKTE – Dem Verbrechen auf der Spur“ mit Ulrich Meyer. Seit 2011 ist Schrödel exklusiv der IT- und Technikexperte der RTL-Sendung „stern TV“. Er hat seitdem in über 100 Sendungen mitgewirkt. Im März 2017 demonstrierte er, wie ein Angreifer über ein smartes Spielzeug Kinder manipulieren und zum Öffnen der Haustüre bewegen kann. Ein ähnliches Szenario wurde am 2. Dezember 2018 in der Münchner Folge „Wir kriegen euch alle“ der Fernsehreihe Tatort fiktiv dargestellt.

## Kryptografie
Als Experte für historische Kryptografie schaffte es Schrödel 2007, kurze Vigenère Chiffren zu knacken. Seine Methode wurde 2008 in der Fachzeitschrift „Cryptologia“ veröffentlicht und in die Lernsoftware „CrypTool“ integriert. Er sammelt Postkarten mit Geheimschrift und alte Bücher über Kryptografie und ist Initiator und Mitentwickler der Webseite Cryptobooks. Teile seiner Postkartensammlung wurden im Sommer 2017 im Heinz Nixdorf MuseumsForum in einer Sonderausstellung gezeigt.

## Publikationen
- 2011: „Hacking für Manager“, wurde auf der Frankfurter Buchmesse mit dem „getAbstract International Book Award“[7] ausgezeichnet. Seit 2016 unter dem neuen Titel „Ich glaube, es hackt“ verfügbar.
- 2018: „Der digitale Tod“ Er beschreibt neben dem technischen Vorgehen auch juristische, moralische und ethisch-philosophische Aspekte beim Knacken des Handys einer verstorbenen, jungen Frau im Auftrag ihrer Mutter.
- 2019: „It’s a nerd’s world“ Jugendbuch über die Erfinder und Erfindungen, die unsere Welt digital machten. Das Buch wurde im August 2019 mit dem „EMYS Sachbuchpreis“[8] für Kinder- und Jugendliteratur ausgezeichnet und von Julia Fischer und Peter Veit als Hörbuch eingesprochen.
- 2021: "WTF?! So tickt das Netz". 32 digitale Themen für Jugendliche und Eltern aus jeweils technischer, juristischer und psychologischer Sicht. Zusammen mit dem Juristen Christian Solmecke und der Psychologin Nora Wunderlich.
- Schrödel schreibt eine wöchentliche Kolumne im Mecklenburger Blitz und seine Texte erscheinen in leicht abgewandelter Form jeden Montag in seinem Blog „Ich glaube, es hackt“.